# Amphimedon brevispiculifera
Amphimedon brevispiculifera är en svampdjursart som först beskrevs av Arthur Dendy 1905.  Amphimedon brevispiculifera ingår i släktet Amphimedon och familjen Niphatidae.
Artens utbredningsområde är Sri Lanka. Inga underarter finns listade i Catalogue of Life.